# Waldstetten (Ostalbkreis)
Waldstetten ist eine Gemeinde im Ostalbkreis im Osten von Baden-Württemberg. Sie gehört zur Randzone der Metropolregion Stuttgart.
Im Jahr 2000 erhielt die Gemeinde das Prädikat Staatlich anerkannter Erholungsort.

## Geographie

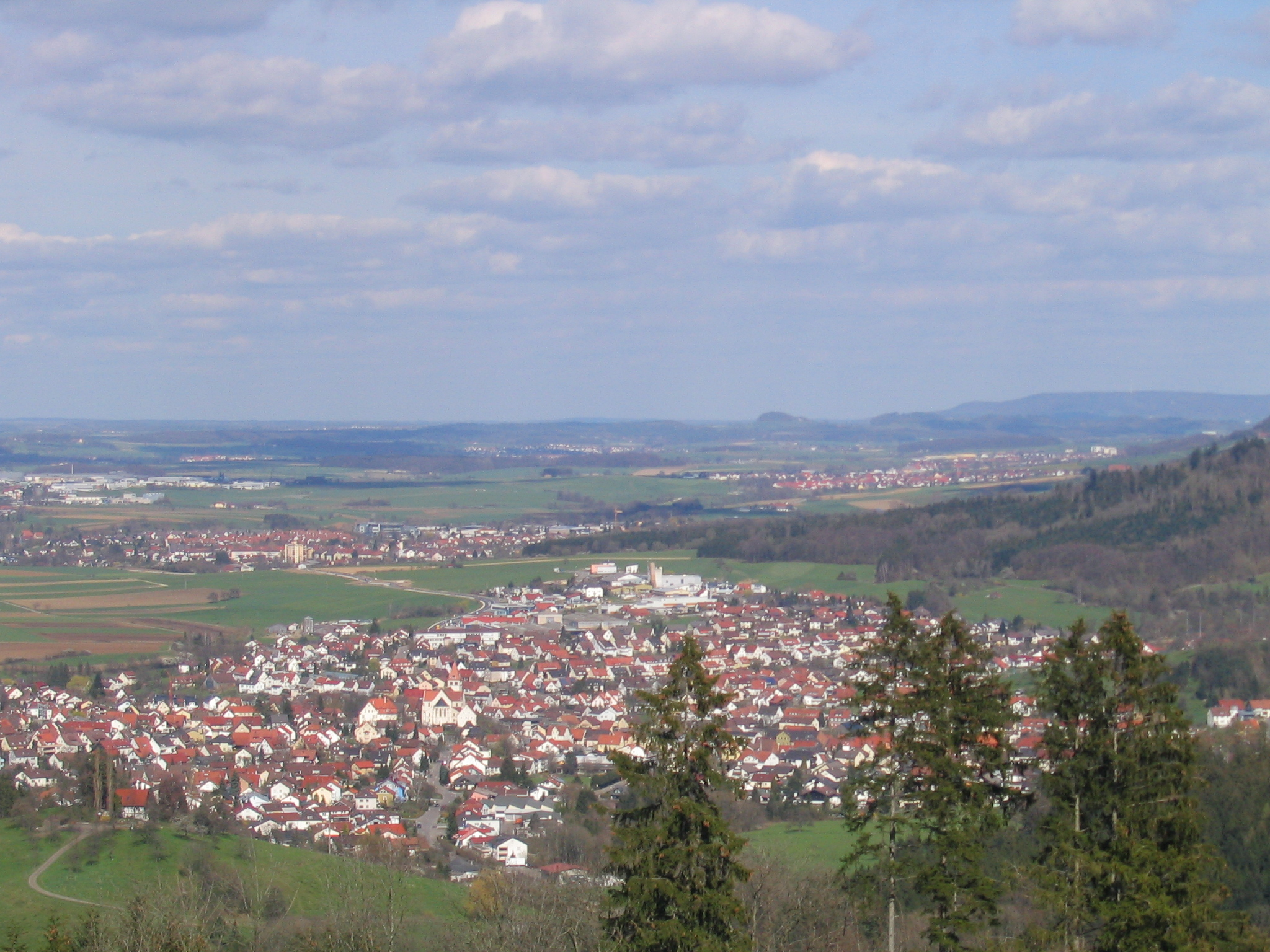
Waldstetten von Rechberg aus gesehen

### Geographische Lage
Waldstetten liegt am Nordfuß des Stuifen im Vorland der östlichen Schwäbischen Alb am Rand des Remstals zwischen 350 und 781 Metern Höhe. Es grenzt an das Stadtgebiet von Schwäbisch Gmünd sowie an die dem Landkreis Göppingen zugehörigen Städte Lauterstein und Donzdorf und über eine unbewohnte Exklave des Gemeindegebiets auch an die Gemeinde Ottenbach.

### Gemeindegliederung

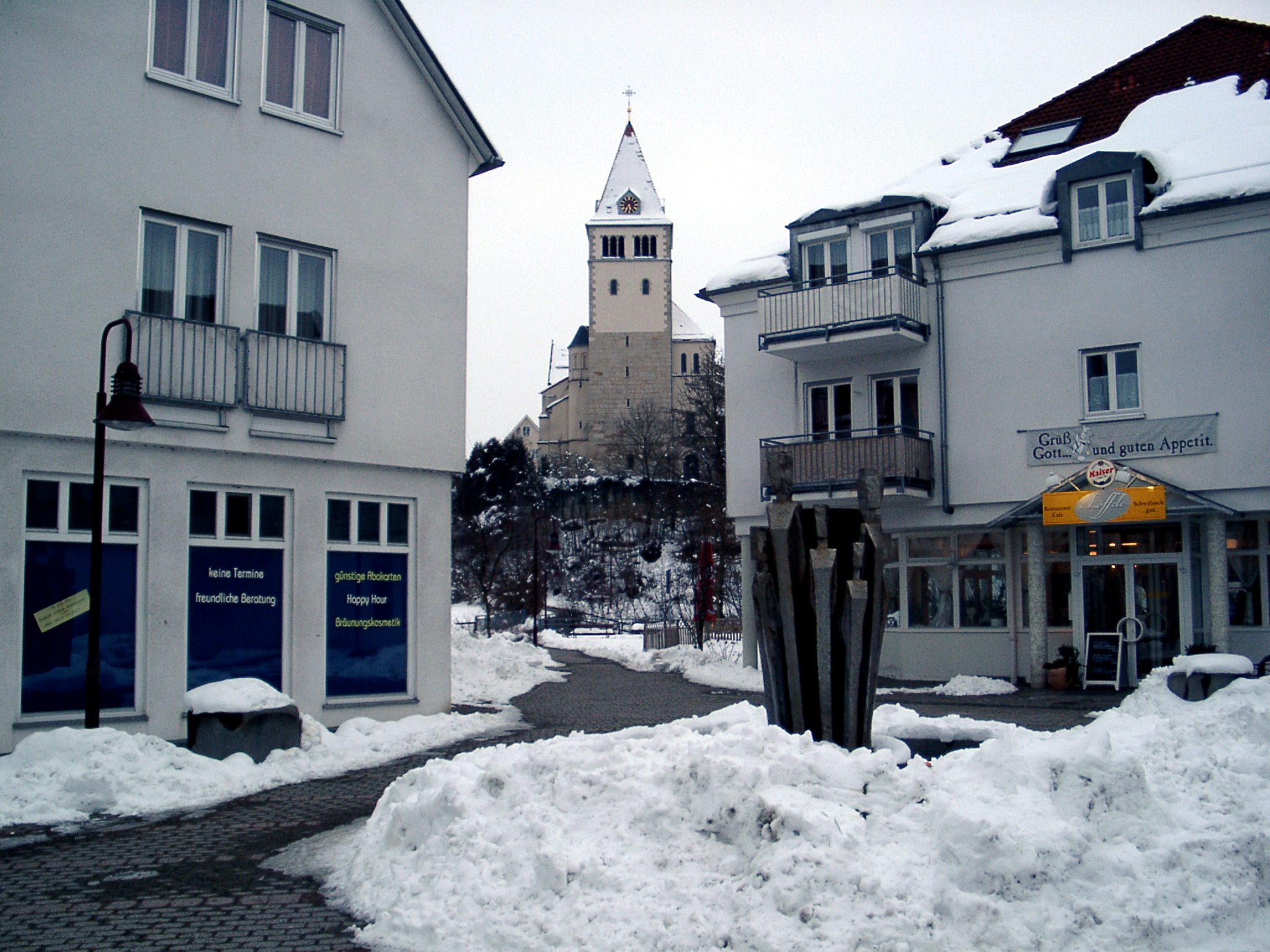
Ortsmitte mit Europabrunnen

Zur Gemeinde Waldstetten mit der ehemaligen Gemeinde Wißgoldingen (seit 1972 zu Waldstetten) gehören 26 Dörfer, Weiler, Höfe und Häuser. Zur Gemeinde Waldstetten im Gebietsstand von 1971 gehören das Dorf Waldstetten, die Weiler Bläsishof (seit 1974), Tannweiler und Weilerstoffel, die Höfe Braunhof, Eichhölzle, Heckenhof, Herzenklingen (nach 1972), Hohenreute, Klossenhölzle, Oberer Zusenhof, Pfeilhalden bzw. Pfeilhalde (PLZ 73529), Saurenhof, Schlangeleshalden, Schlatthölzle, Schlatthof, Tannhof und Unterer Zusenhof und die Häuser Bronnforst und Tiergarten sowie die abgegangenen Ortschaften Thierbach und Tierich. Zur ehemaligen Gemeinde Wißgoldingen gehören das Dorf Wißgoldingen und die Höfe Bödnis, Frauenholz (PLZ 73072), Kapellhaus, Krähberger Hof und Talmühle.

### Flächenaufteilung
Nach Daten des Statistischen Landesamtes, Stand 2014.

## Geschichte

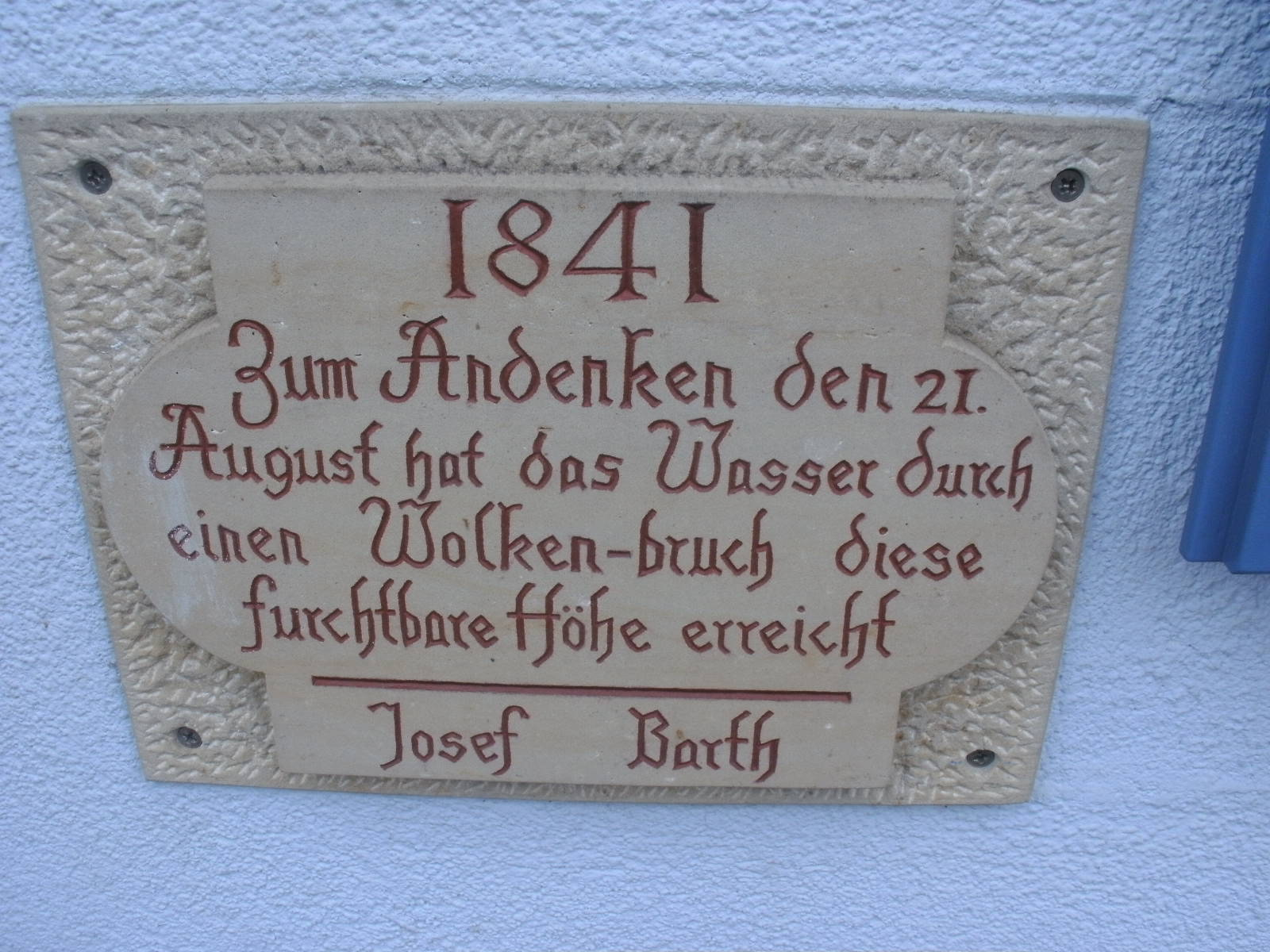
Wandtafel zur Erinnerung an das Hochwasser von 1841

### Waldstetten

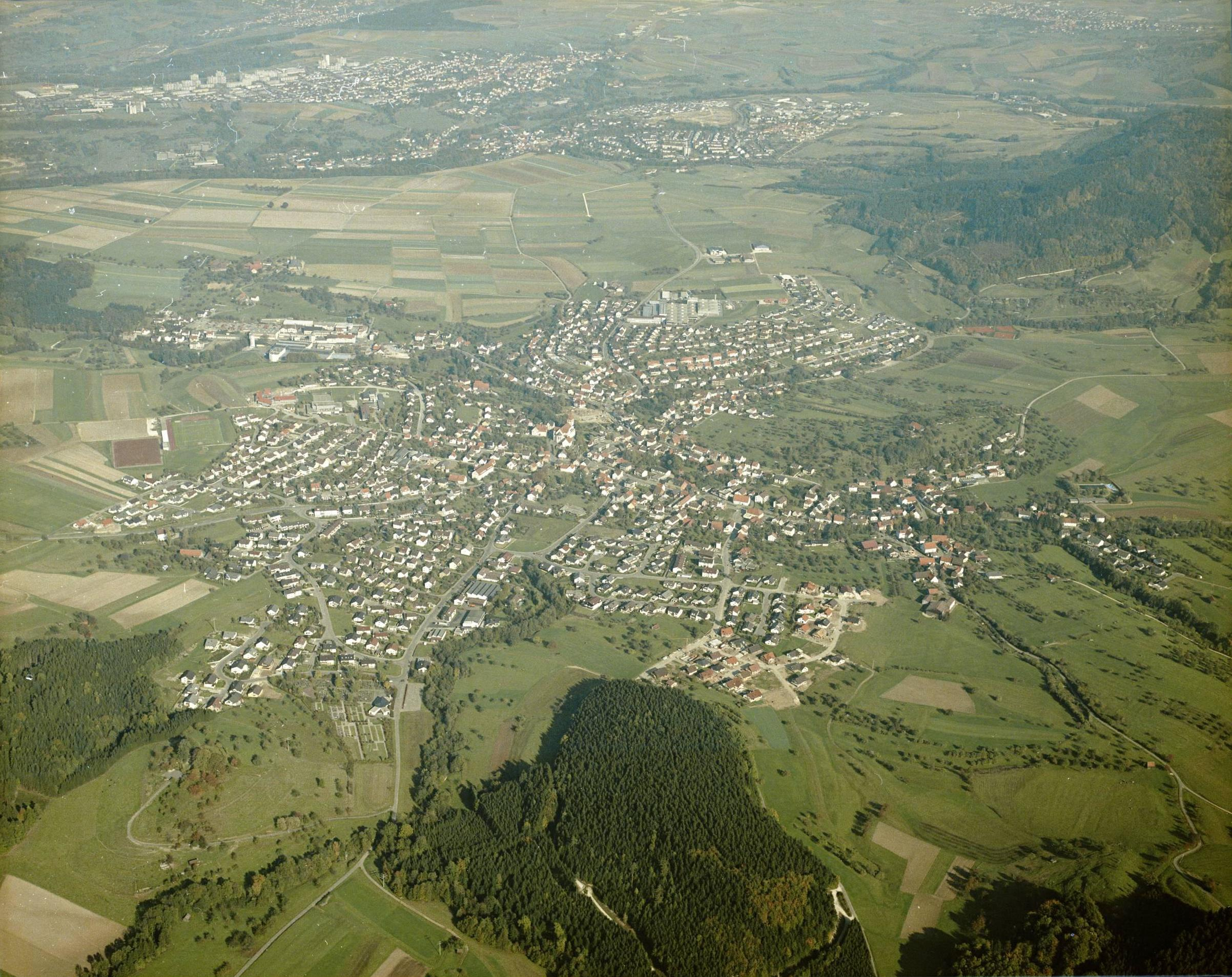
Luftbild von Waldstetten von Südwesten, 1983

Waldstetten wird 1275 als Walhstetten erstmals im Liber decimationis des Bistums Konstanz erwähnt, zu dem damals die katholische Pfarrei St. Laurentius zählte (heute Diözese Rottenburg-Stuttgart). Der Ortsname könnte „Siedlung des Wal(a)h“ oder „Siedlung der Welschen“ bedeuten.
Waldstetten gehörte im Mittelalter zum Besitz der Herren von Rechberg, deren Burg Waldstetten (abgegangen) auf dem Eichhölzle im Städtekrieg 1449 von den Reichsstädten zerstört und nicht wieder aufgebaut wurde. Auf dem Heimweg wurden die Gmünder in der Schlacht bei Waldstetten vernichtend geschlagen.
Zur rechbergischen Herrschaft Waldstetten gehörte von den heutigen Teilorten nur der Weiler Stoffel (1393: ze Stoffeln). Das 1605/11 von Hans Philipp von Rechberg erbaute Schlösschen wurde schon im Dreißigjährigen Krieg 1643 zerstört. An seine Stelle trat ein Amtshaus.
Das Rittergut Waldstetten blieb bis 1672 rechbergisch, als Hans Wolf von Rechberg zu Rechberghausen und Waldstetten es für 35.500 fl an Joachim Gottfried Graf von Grafeneck (zu Eglingen bei Heidenheim) verkaufte: „Gebäude und Güter 10.140 fl, beständige Gefälle 902 fl, unbeständige 494 fl; dazu alle Obrigkeit und Gerichtsbarkeit, jus patronatus und leibeigene Leute“. Der Sohn des Käufers Gottfried Anton verkaufte Waldstetten 1699 dem Stiftskapitel der Fürstpropstei Ellwangen. Graf Franz Albert von Rechberg, der ein Vorkaufsrecht geltend zu machen versuchte, hatte das Nachsehen. Mit Ellwangen kam Waldstetten 1802/03 an das Herzogtum Württemberg, welches seit 1806 ein Königreich war. Bei der Umsetzung der neuen Verwaltungsgliederung wurde Waldstetten dem Oberamt Gmünd zugeteilt.
Im 18. Jahrhundert kam das Handwerk der Pfeifenmacherei auf (1790/1800 waren 60 Meister damit beschäftigt). In der zweiten Hälfte des 19. Jahrhunderts beeinflusste das Gewerbe im benachbarten Gmünd die Waldstetter Wirtschaft, als man Beindreherei betrieb, Neusilberarbeiten fertigte und Pfeifenköpfe schnitzte.
Bei den Kreisreformen während der NS-Zeit in Württemberg gelangte Waldstetten 1934 zum Kreis Gmünd und 1938 zum erweiterten Landkreis Schwäbisch Gmünd. 1945 wurde der Ort Teil der Amerikanischen Besatzungszone und gehörte somit zum neu gegründeten Land Württemberg-Baden, das 1952 im jetzigen Bundesland Baden-Württemberg aufging. Das 1824 erteilte Marktrecht (für Vieh- und Krämermarkt) ruht derzeit.
Am 1. Februar 1972 wurde die bis dahin selbstständige Gemeinde Wißgoldingen nach Waldstetten eingemeindet.
Seit der Kreisreform 1973 gehört Waldstetten zum Ostalbkreis.

### Tannweiler

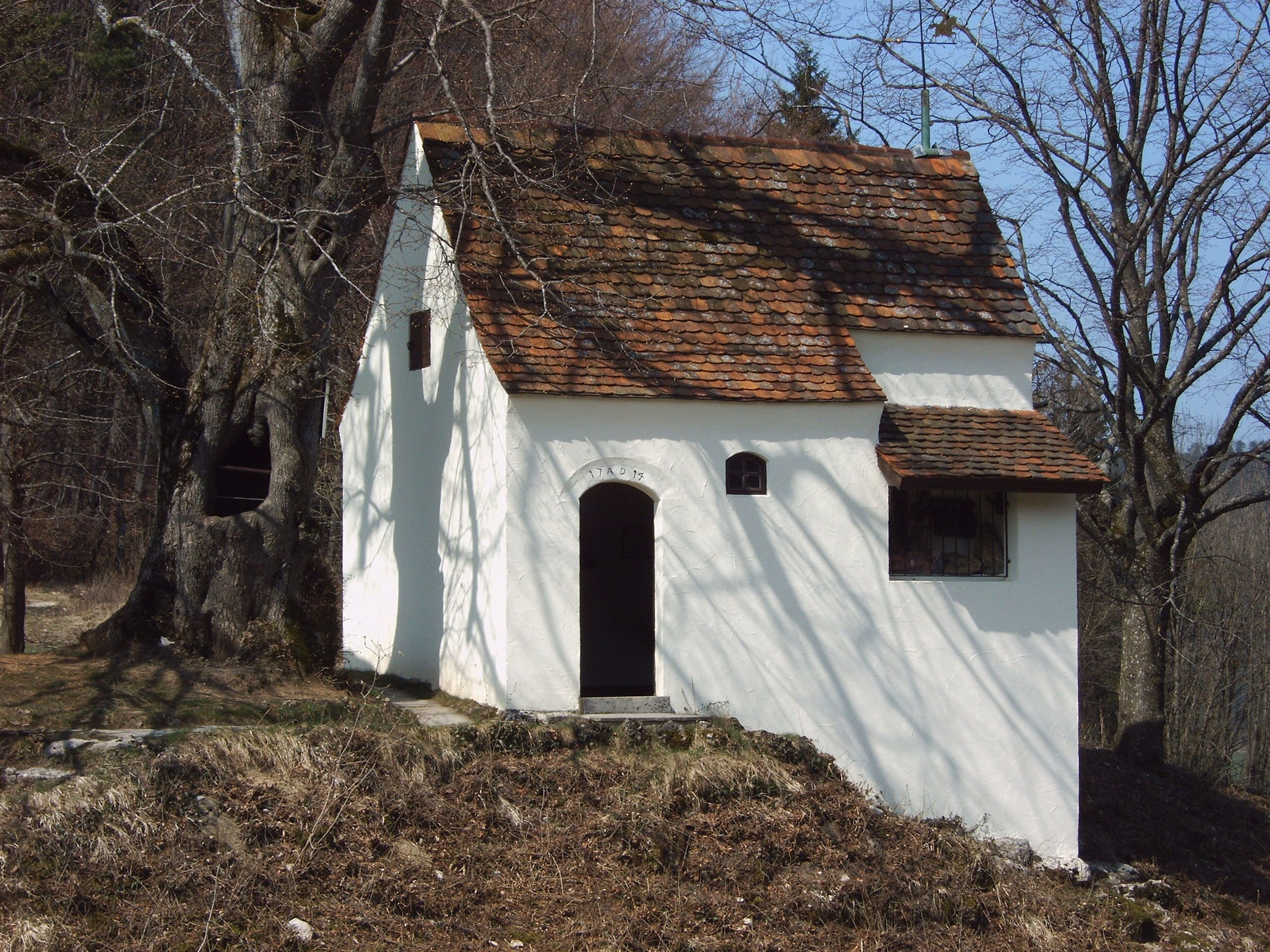
Reiterleskapelle

Tannweiler (angeblich 1441 Hof zum Tanner, wenn damit nicht der zum Rittergut Wißgoldingen gehörige Tannhof bei Weilerstoffel gemeint sein sollte, im 16. Jahrhundert Danweyler) gehörte zum Rittergut Winzingen. Von dessen Eigentümern, den von Bubenhofen, erwarb den Hof 1719 das Stiftskapitel Ellwangen für seine Waldstetter Herrschaft. Der Ort kam daher mit Waldstetten an Württemberg.
Oberhalb Tannweilers liegen nicht nur die Reiterleskapelle von 1714, ein populäres Ausflugsziel, sondern auch die sagenumwobenen Burgställe Graneggle und das Rechbergle mit seinem Schwarzhornhaus (Selbstversorgerhaus) und mit seinem NaturHochseilgarten Schwarzhorn.

### Wißgoldingen

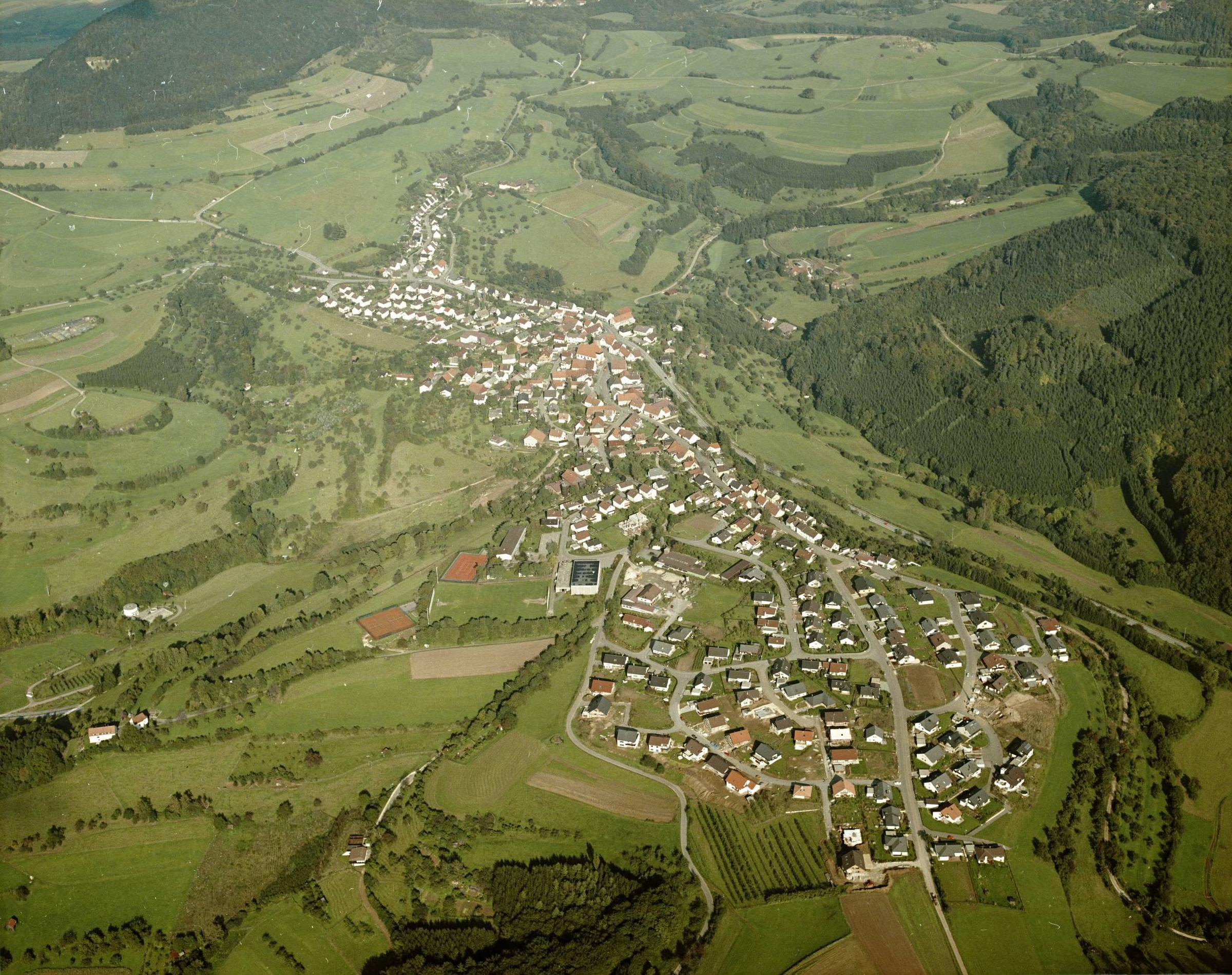
Luftbild von Wißgoldingen von Südwesten, 1984

Auch dieser Ort wird 1275 in der gleichen Quelle wie Waldstetten als Wisgoltingen erstmals erwähnt. Der Name wird vom erschlossenen Rufnamen Wisgold abgeleitet.
„Die Urkunden gedenken dieses Ortes selten“. Bis zum Erlöschen des Rechberg-Donzdorfer Zweigs im Mannesstamm 1732 war das Rittergut Wißgoldingen im Besitz der Herren von Rechberg. Die Schwestern des letzten Grafen Alois verkauften es 1735 an Württemberg, doch der vom Ritterkanton Kocher der Reichsritterschaft angerufene Reichshofrat entschied, dass es bei der Ritterschaft verbleiben solle. Diese überließ es 1742 dem Ritterhauptmann vom Holz auf Alfdorf. 1806 kam es von denen vom Holz an Württemberg.

## Religion

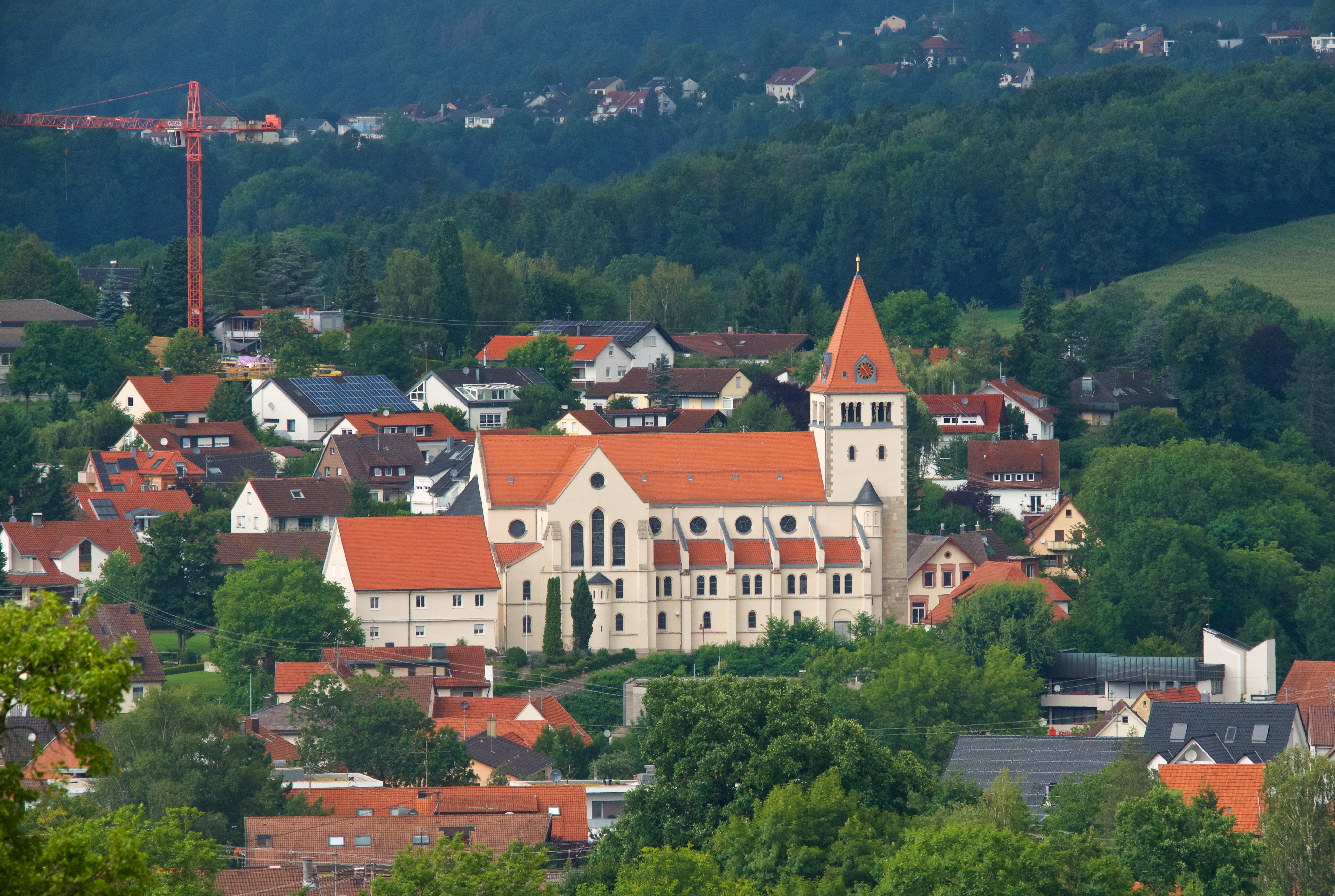
Pfarrkirche St. Laurentius

Da die Herren von Rechberg römisch-katholisch blieben, galt dies auch für Waldstetten und Wißgoldingen. Für die wißgoldingische Pfarrkirche ist bei der Weihe 1616 das Patrozinium Johannes d. T. und Katharina angegeben.
Ein Zeugnis bäuerlicher Frömmigkeit ist die in Weilerstoffel von der Gemeinde erbaute und 1763 fertiggestellte Kapelle, die dem Viehheiligen St. Patrizius gewidmet ist.
Im Ortsteil Wißgoldingen findet sich die Marienkapelle von 1763 und eine Lourdesgrotte mit Kreuzweg.

## Politik

### Gemeinderat
Die Kommunalwahl am 9. Juni 2024 führte zu folgendem vorläufigen Endergebnis. Die Wahlbeteiligung betrug 69,2 %.
| Partei/Liste            | 2024          | 2024   | 2019          | 2019   |
| Partei/Liste            | Stimmenanteil | Sitze  | Stimmenanteil | Sitze  |
| CDU                     | 48,4 %        | 9      | 51,6 %        | 9      |
| Freie Wählervereinigung | 38,8 %        | 7      | 37,1 %        | 7      |
| Unabhängige Bürger      | 12,8 %        | 2      | 11,4 %        | 2      |
| Wahlbeteiligung         | 69,4 %        | 69,4 % | 69,2 %        | 69,2 % |

### Bürgermeister
Bürgermeister ist seit 2001 Michael Rembold (parteilos).

### Wappen
| Wappen der Gemeinde Waldstetten | Blasonierung: „In Blau ein goldener (gelber) Löwe.“ |
| Wappen der Gemeinde Waldstetten | Wappenbegründung: Der Löwe soll, obgleich er in frei gewählten Farben gewählt ist, an die frühere Herrschaft Rechberg erinnern, die zwei rote Löwen im goldenen Schild führten. Das Wappen wurde am 6. September 1937 durch den damaligen Reichsstatthalter in Württemberg genehmigt. |

### Banner
|  | 00Banner: „Das Banner ist gelb-blau gespalten mit dem aufgelegten Wappen oberhalb der Mitte.“ |

### Gemeindepartnerschaften

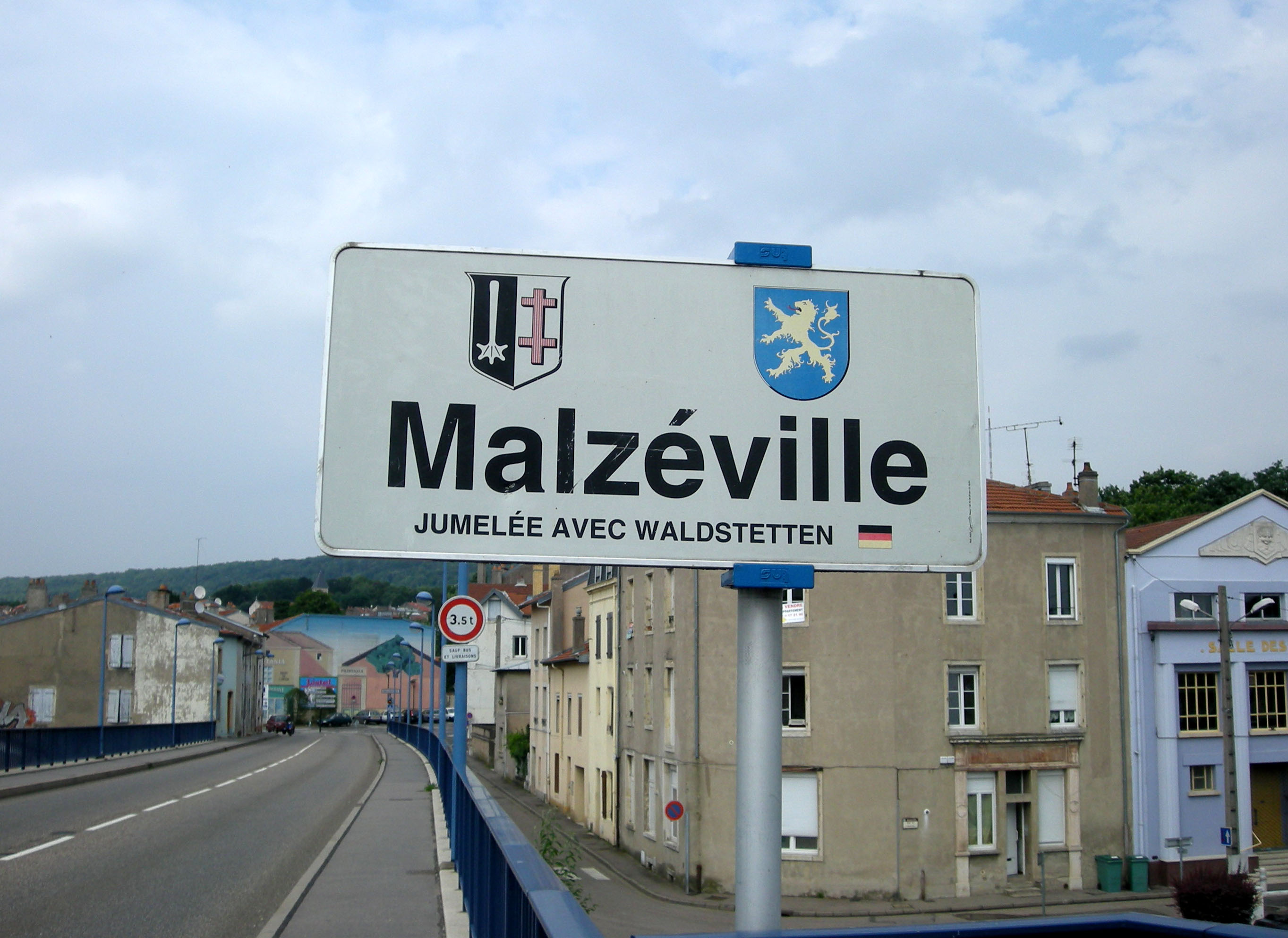
Schild zur Städtepartnerschaft Waldstetten-Malzéville in Malzéville

- Malzéville im Nordosten Frankreichs im Département Meurthe-et-Moselle in der Region Grand Est (seit 1964)
- Frankenblick in Thüringen (seit 1991 mit der damaligen Gemeinde Mengersgereuth-Hämmern)[13]
- Katymár im Komitat Bács-Kiskun in Ungarn

## Wirtschaft und Infrastruktur

### Ansässige Unternehmen

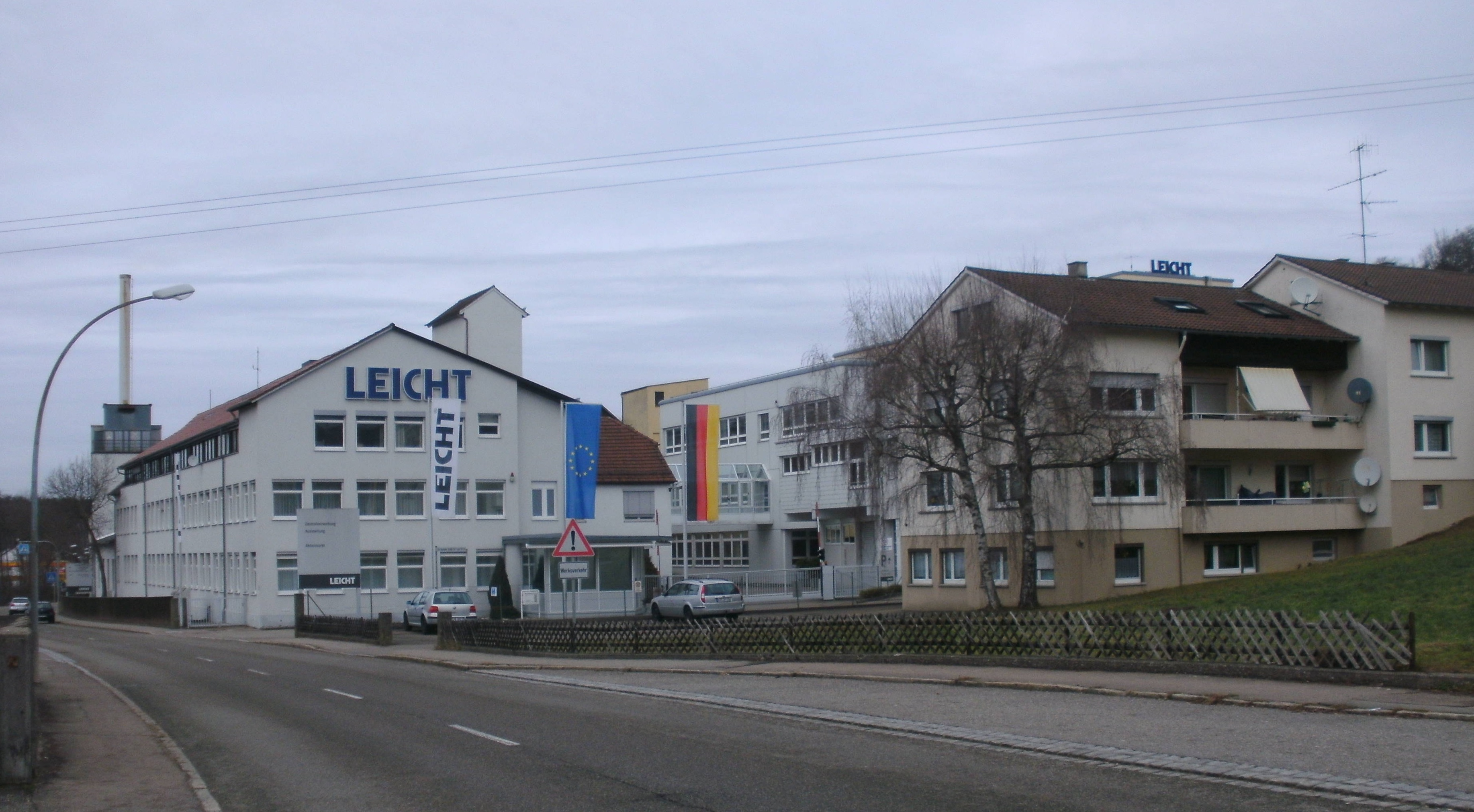
Leicht Küchen

In Waldstetten sind vorwiegend mittlere und kleinere Betriebe ansässig.
Einer der bekannteren ist der 1928 gegründete Küchenhersteller Leicht Küchen, der in Deutschland rund 850 Mitarbeiter beschäftigt und zur Paderborner Welle Holding gehört.
Insgesamt sind in Waldstetten etwa 2.500 Arbeitnehmer beschäftigt.

### Bildung
Mit der Franz-von-Assisi-Schule verfügt Waldstetten über eine katholische Freie Realschule. Die Grund- und Werkrealschule Unterm Hohenrechberg wurde zum Schuljahr 2015/2016 Gemeinschaftsschule und bietet damit alle Bildungsgänge an. Darüber hinaus gibt es eine reine Grundschule in Wißgoldingen. Außerdem hat Waldstetten eine Musik- und Kunstschule.
Die Kinderbetreuung wird von vier römisch-katholischen Kindergärten sichergestellt.

### Regelmäßige Veranstaltungen
Der Albmarathon, ein 50 Kilometer langer Ultramarathon, führt regelmäßig durch die Gemeinde.

## Persönlichkeiten

### Söhne und Töchter der Gemeinde
- Konrad Burkhardt (* 1894 in Waldstetten; † 1978 in Schwäbisch Gmünd), Landrat des Landkreises Schwäbisch Gmünd
- Albert Alois Scheurle (* 1898 in Waldstetten; † 1978 in Wangen im Allgäu), Historiker und Archivar
- Bruno Fuchs (* 1907 in Wißgoldingen; † 1962 in München), Geologe und Paläontologe
- Bernhard Rieger (* 1922 in Wißgoldingen; † 2013 in Kressbronn), katholischer Theologe und Weihbischof der Diözese Rottenburg-Stuttgart

### Sonstige Persönlichkeiten
- Karl Setzen (1936–2022), Soziologe, war von 1980 bis 2014 Gemeinderat
- Michael Brenner (* 1960), Rechtswissenschaftler, Professor für deutsches und europäisches Verfassungs- und Verwaltungsrecht an der Friedrich-Schiller-Universität Jena, wohnt in Waldstetten.
- Jörg Eisele (* 1969), Rechtswissenschaftler, Professor für Deutsches und Europäisches Straf- und Strafprozessrecht, Wirtschaftsstrafrecht und Computerstrafrecht an der Eberhard Karls Universität Tübingen, aufgewachsen in Waldstetten.[14]
- Simon Baumgarten (* 1985), Handballspieler, wuchs in Wißgoldingen auf und besuchte die Realschule Waldstetten.
- Dominik Kaiser (* 1988), Fußballspieler, spielte in seiner Jugend beim TSGV Waldstetten.
- Carina Vogt (* 1992), deutsche Skispringerin und Olympiasiegerin, wohnt in Waldstetten.